# Mario Ruta
Mario Ruta (Napoli, 12 febbraio 1911 – Canale di Sicilia, 12 ottobre 1940) è stato un militare e marinaio italiano, decorato di Medaglia d'oro al valor militare alla memoria durante il corso della seconda guerra mondiale.

## Biografia

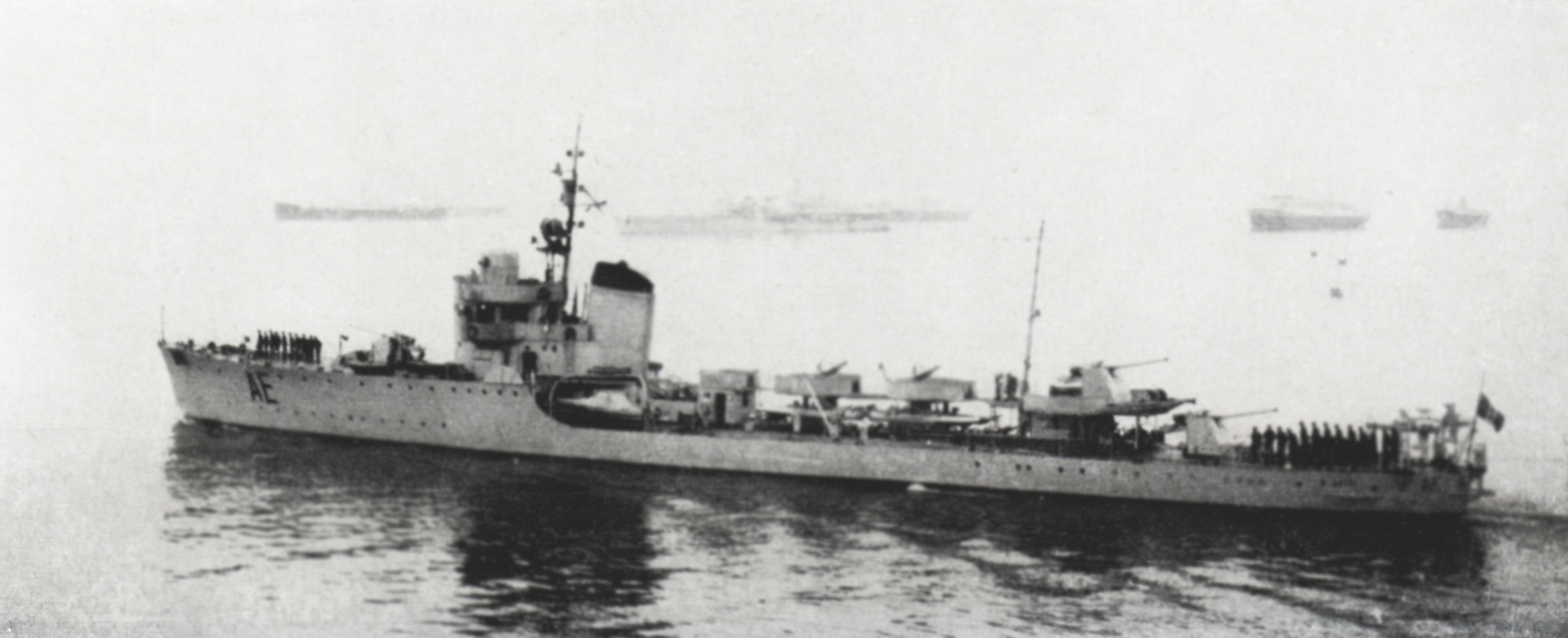
La torpediniera Ariel a Taranto nel 1939.

Nacque a Napoli il 12 febbraio 1911, figlio dell'ammiraglio Edoardo e di Giulia Dentice D'Accadia. Arruolatosi nella Regia Marina il 27 novembre 1924, all'età di tredici anni, entrò come allievo nella Regia Accademia Navale di Livorno, da cui uscì il 15 luglio 1928 con la nomina a guardiamarina. Imbarcatosi sull'incrociatore leggero Ancona, vi rimase fino al 28 maggio 1929, venendo nominato sottotenente di vascello in quello stesso anno. Con questo grado, al termine di una lunga crociera di addestramento in Australia, imbarcò sulle regie navi Impavido, Irrequieto, Ugolino Vivaldi, Cesare Rossarol. Quindi divenne insegnante di materie tecniche presso la Scuola C.R.E.M. di San Bartolomeo (La Spezia). Imbarcatosi successivamente sull'esploratore Leone in qualità di ufficiale di rotta, divenne tenente di vascello il 15 luglio 1934, e nel dicembre dello stesso anno passò in servizio presso il Battaglione "San Marco" con il quale, poi, prese parte alla guerra d'Etiopia, partecipando alla marcia sulla capitale Addis Abeba del maggio 1936.
Nel dicembre 1937 si imbarcò sul cacciatorpediniere Dardo, e poi sul Fulmine. Nel 1938 a bordo di passaggio sull'incrociatore leggero Bartolomeo Colleoni con il quale raggiunse l'Estremo oriente. Dal 1º gennaio 1939 all'aprile 1940, sostituendo il tenente vascello Corrado del Greco, prestò servizio come comandante del Distaccamento "San Marco" di stanza a Pechino, Cina. Ritornato in Patria alla vigilia dello scoppio della seconda guerra mondiale,  assunse il 27 maggio il comando della torpediniera Ariel, dando ancora una volta il cambio al collega del Greco. La torpediniera aveva base a Messina, in seno alla I Squadriglia torpediniere, costituita insieme alle unità gemelle Aretusa, Alcione ed Airone.  A bordo della Ariel eseguì 20 missioni di guerra. Il 12 ottobre 1940, nel Canale di Sicilia, al comando della sua unità andò risolutamente all'attacco dell'incrociatore leggero britannico HMS Ajax, in fase di ritorno ad Alessandria d'Egitto dopo aver scortato un convoglio. Aperto il fuoco con le sue artiglierie, e lanciato un siluro, la Ariel fu inquadrata dal tiro delle artiglieria prodiere dell'Ajax da meno di 4.000 m. A bordo della nave vi furono numerosi morti e feriti; lo stesso comandante rimase mortalmente ferito e si spense poco dopo, mentre dava ordini perché si continuasse a combattere (rimase ucciso pure il comandante in seconda Paolo Dall'Orso, che aveva rimpiazzato Ruta su richiesta di quest'ultimo). Per onorarne il coraggio gli fu assegnata la Medaglia d'oro al valor militare.

### Fonti
1. 1 2  Gruppo Medaglie d'Oro al Valor Militare 1965, p. 438.
2. 1 2 3 4  Marina Difesa.
3. 1 2 3 4 5 6 7 8  La Voce del Marinaio.
4. 1 2  Combattenti Liberazione.
5. ↑   Gazzetta Ufficiale del Regno d'Italia - Anno 83° Numero 42, su Gazzetta Ufficiale della Repubblica Italiana, 20 febbraio 1942. URL consultato il 13 novembre 2020.
6. ↑  Sito web del Quirinale: dettaglio decorato.